# Tambores de hendidura

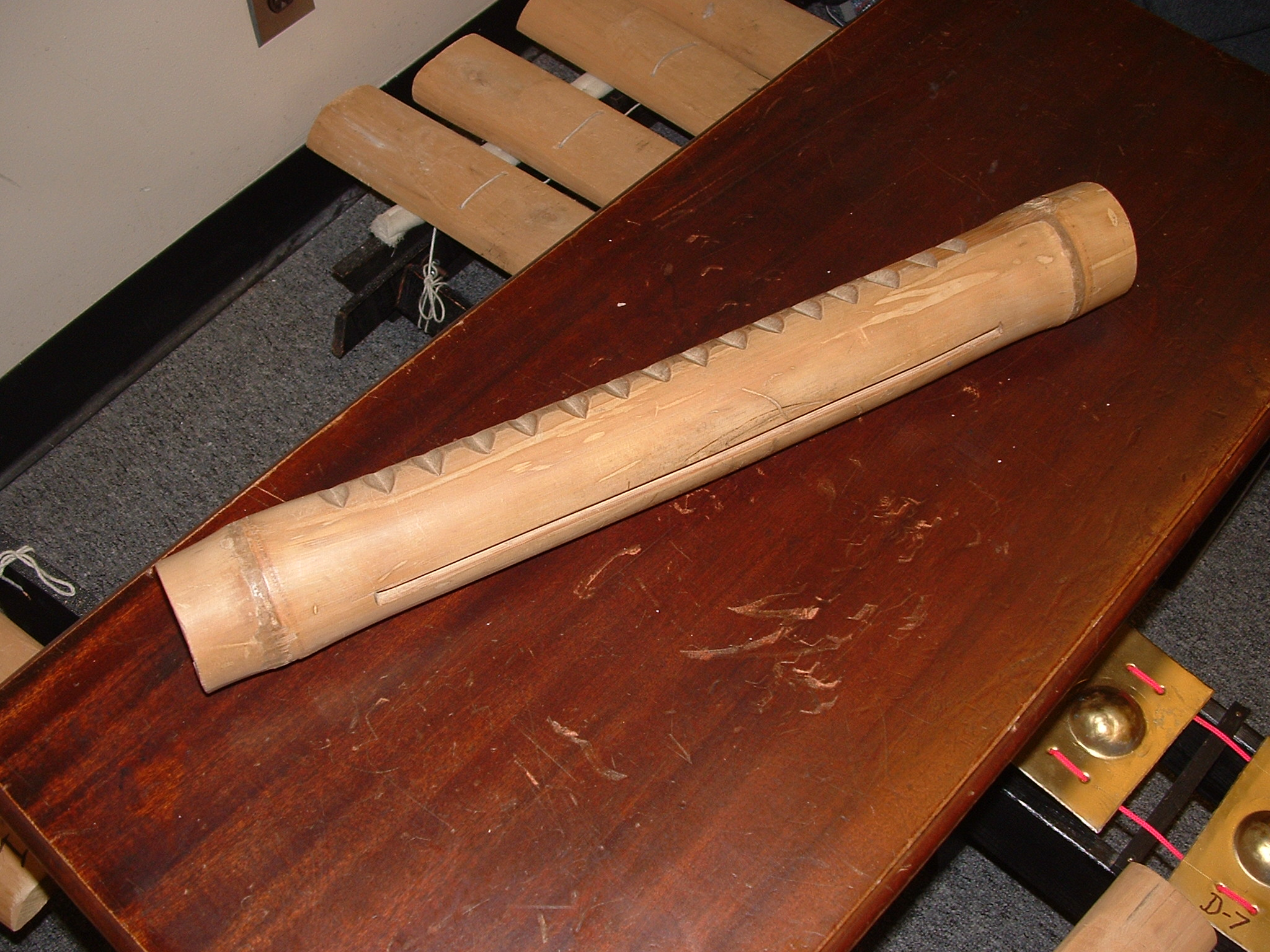
Un ejemplo de instrumento de hendidura de Filipinas es el kagul.

Los tambores de hendidura (a veces llamados instrumentos de raja o instrumentos de hendidura) son instrumentos de percusión idiófonos. Por lo general están hechos con un tronco de madera o de bambú, que se ha vaciado y al que se le ha practicado una o varias hendiduras o rajas para que suene cuando se golpea.
Según el tipo de instrumento, tiene una o varias rajas paralelas en un lado y algunos modelos tienen hendiduras dispuestas en forma de H. En este último caso, como en el teponaztli de los mayas y de los aztecas, si las lengüetas son de longitud y grosor desigual el tambor produce dos notas diferentes. Los extremos de los tambores de hendidura están cerrados de modo que la cáscara haga que la cámara resuene y que las vibraciones se creen golpeando las lenguas con un mazo. La cámara que resuena aumenta el volumen del sonido producido por la lengüeta, el cual sale a través de la abertura. Si la cámara de resonancia es del tamaño correcto para hacer de diapasón del sonido producido por la lengüeta, en otras palabras si tiene el volumen suficiente para que se desarrolle la onda sonora plena de este tono, el instrumento será más eficiente y sonará más fuerte.
Los tambores de hendidura se tocan generalmente con mazos, baquetas o palos, pero se pueden tocar también con las manos y con los pies.
En Vanuatu, los grandes tambores de hendidura llamados atintin/atingting kon o gongs atingting/atintin, llevan una sola hendidura y son decorados con figuras grabadas en la madera a la manera de los tótems locales.
El kagul de Maguindanao, en Filipinas, es de pequeño tamaño y se fabrica en bambú.
Los tambores de hendidura son muy comunes en África, y llevan una gran variedad de nombres, formas y tamaños según las tradiciones de cada etnia. Los hay de algunos centímetros hasta de varios metros de largo. Por su gran potencial sonoro, los grandes tambores de hendidura africanos servían tradicionalmente para transmitir mensajes codificados, por los que a veces se les llama "tambores teléfono". Los tambores bamileke de Camerún, como la mayoría de los tambores de hendidura africanos, tienen una sola hendidura y las variaciones de grosor de los bordes de la hendidura producen hasta cuatro notas. 
Los tambores de hendidura en sus distintas versiones son instrumentos tradicionales de África, Asia del sureste, Oceanía y América central.

## Ejemplos de tambores de hendidura
- Océano Pacífico:
  - Kagul o Tagutok: en Maguindanao, Filipinas
  - Agung a Tamlang: en Filipinas
  - Pate o Toere: en Polinesia
  - atingting kon: en Vanuatu
- América:
  - Huiringua: en México
  - Teponaztli: en México, Guatemala y El Salvador
- África:
  - Ekwe: del pueblo igbo, en Camerún, Nigeria, Ghana y Guinea Ecuatorial

## Galería

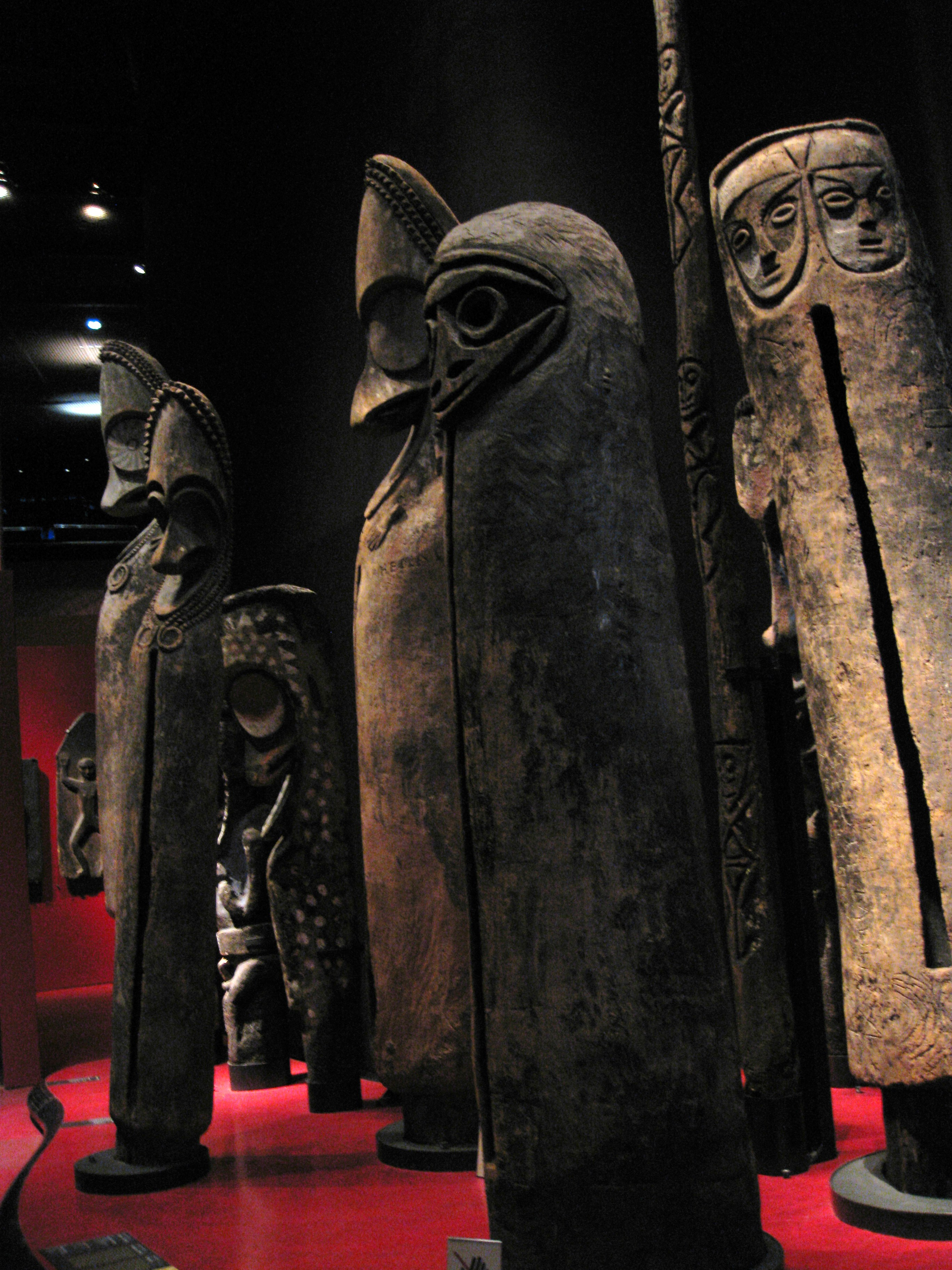
Atingting kon de Vanuatu.
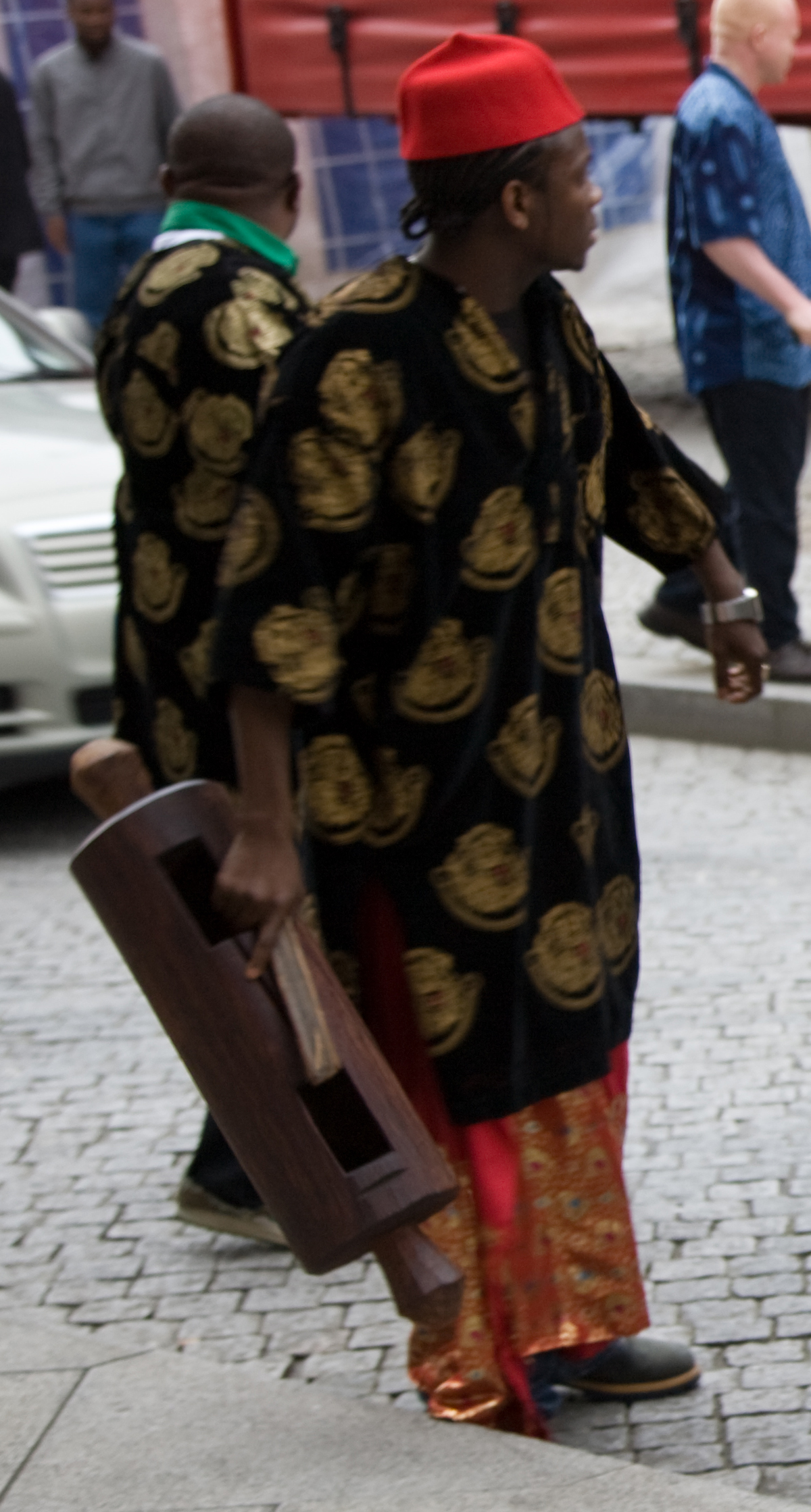
Ekwe del pueblo igbo.
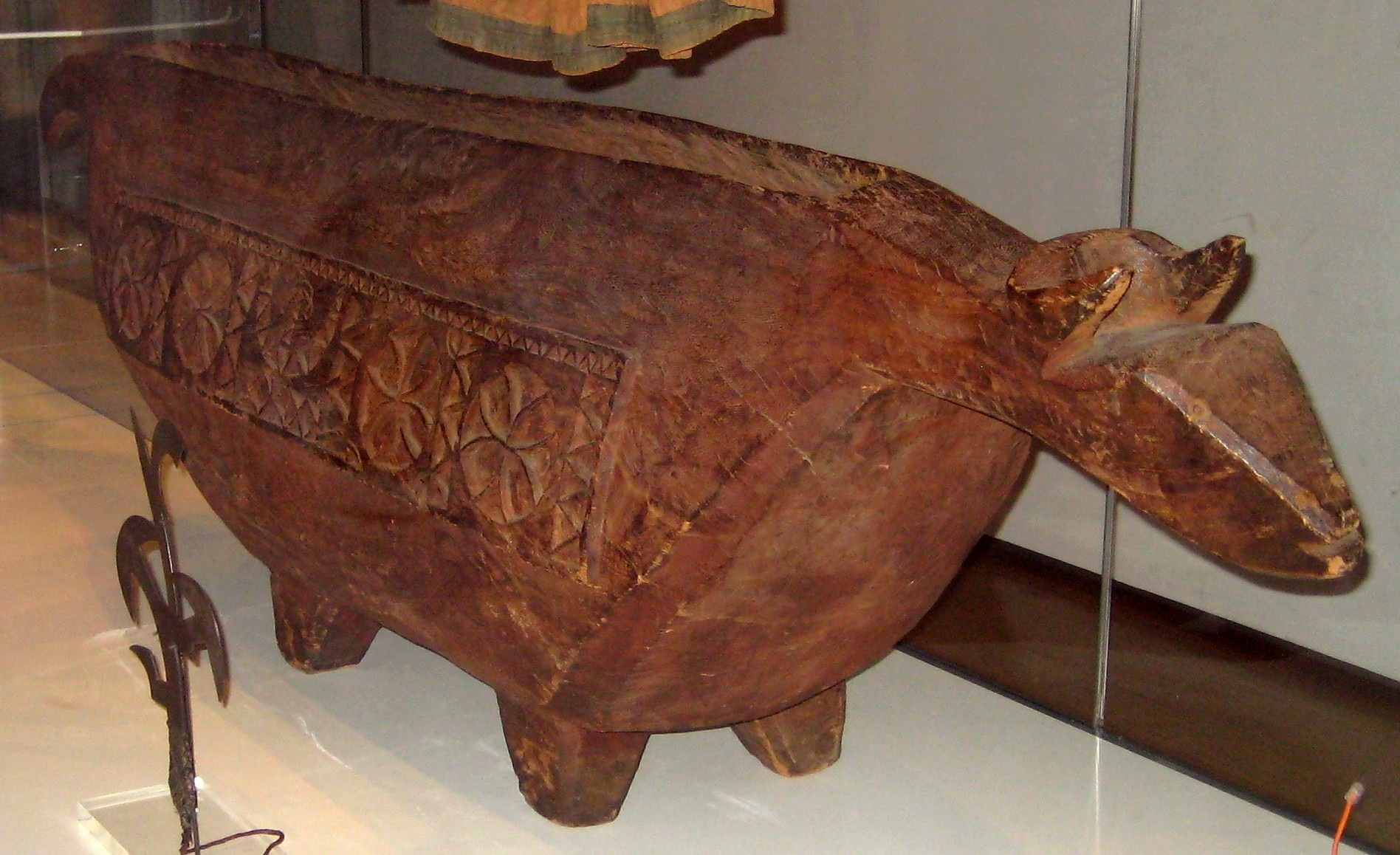
Tambor de hendidura zoomorfo de Sudán.
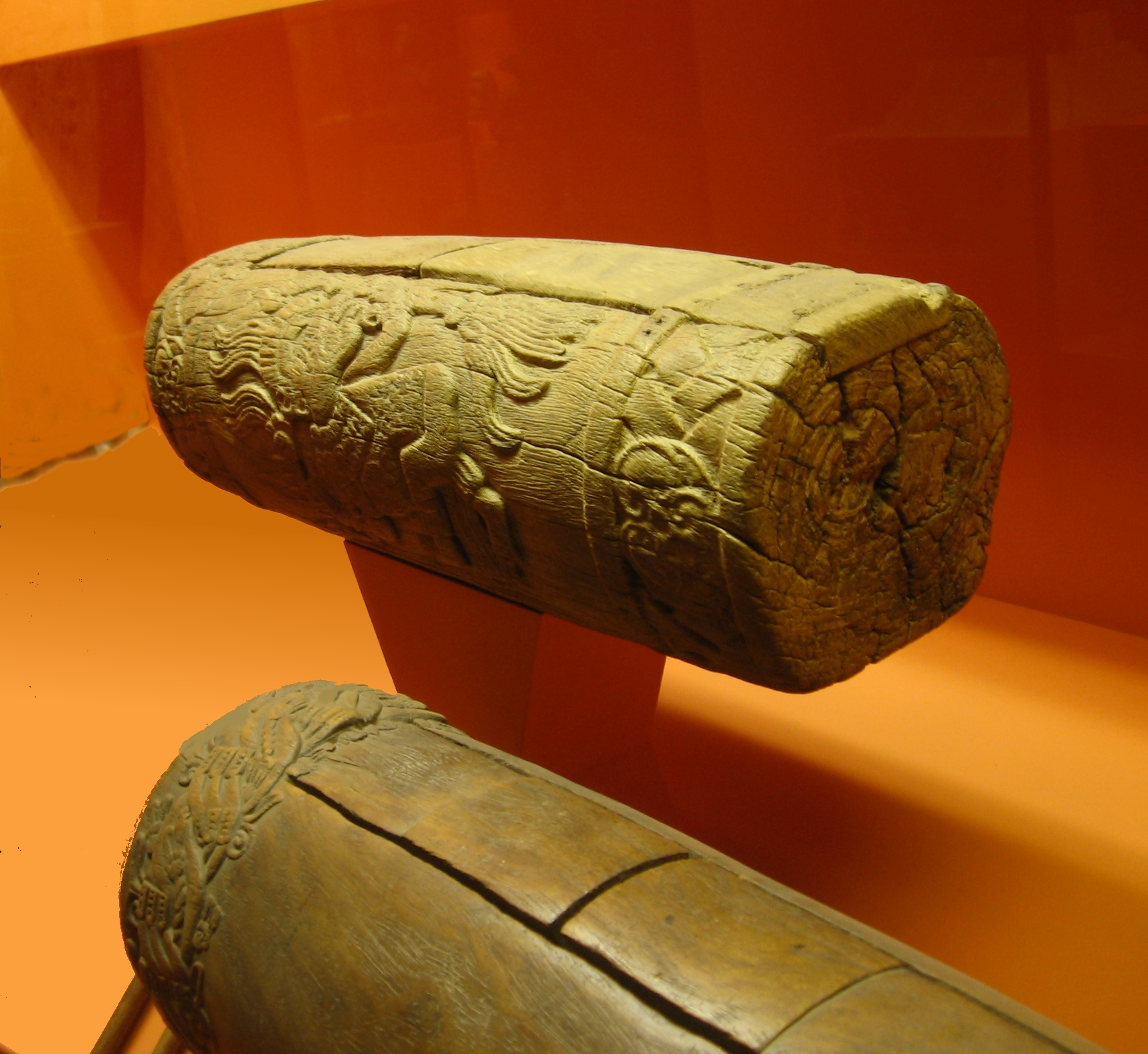
Teponaztli de México.
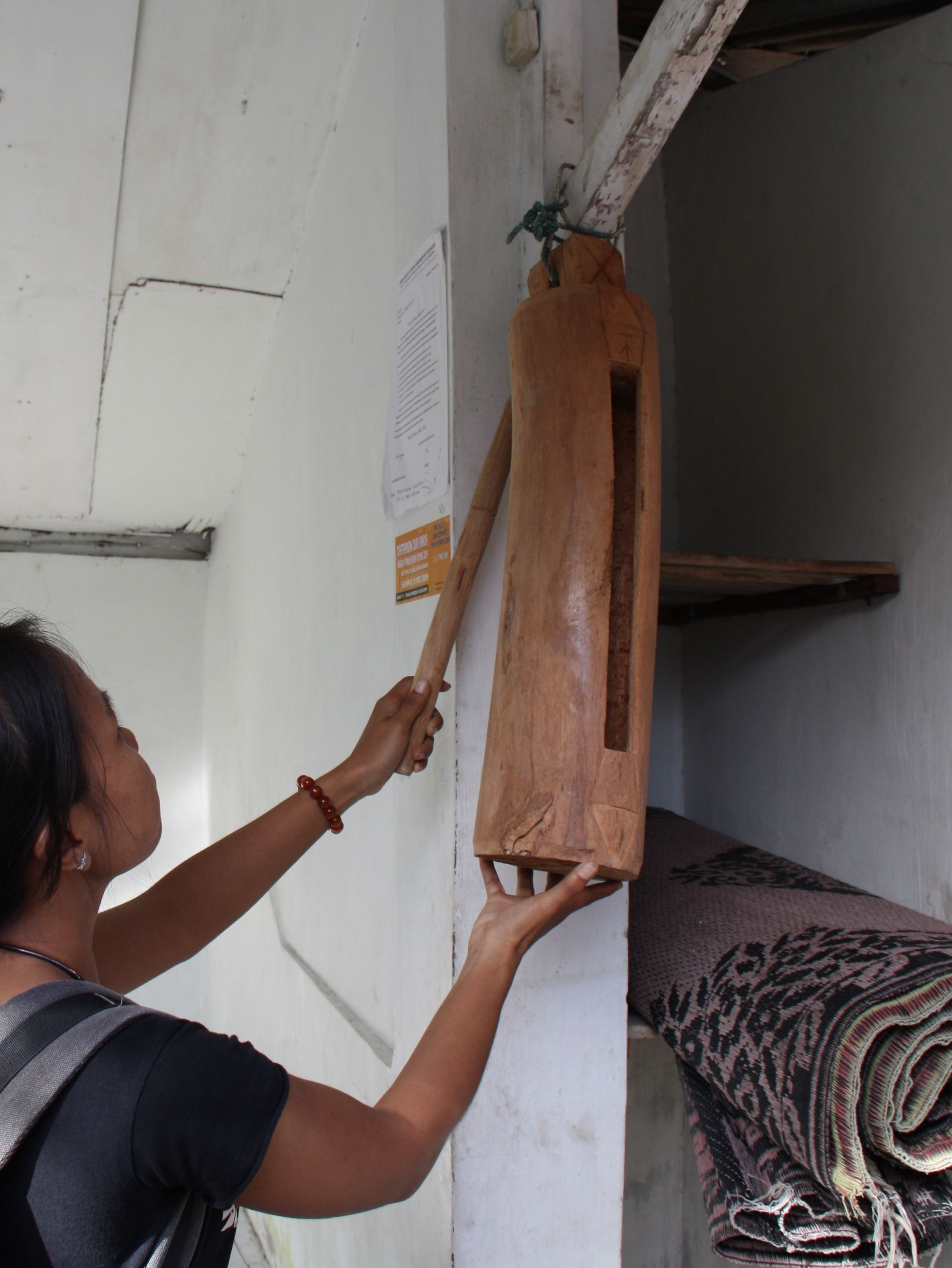
Kentongan de Yakarta, Indonesia
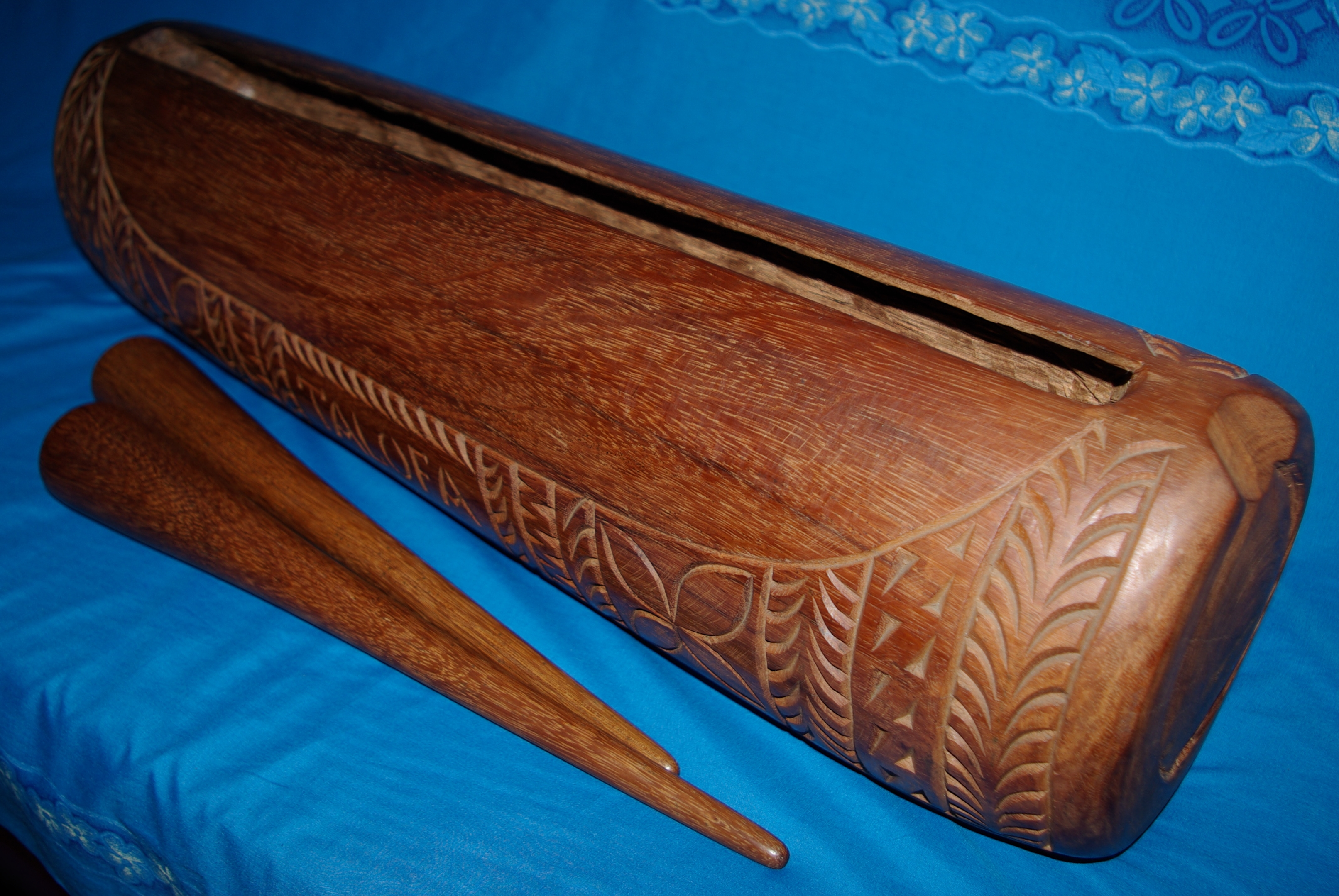
Pate de Samoa.
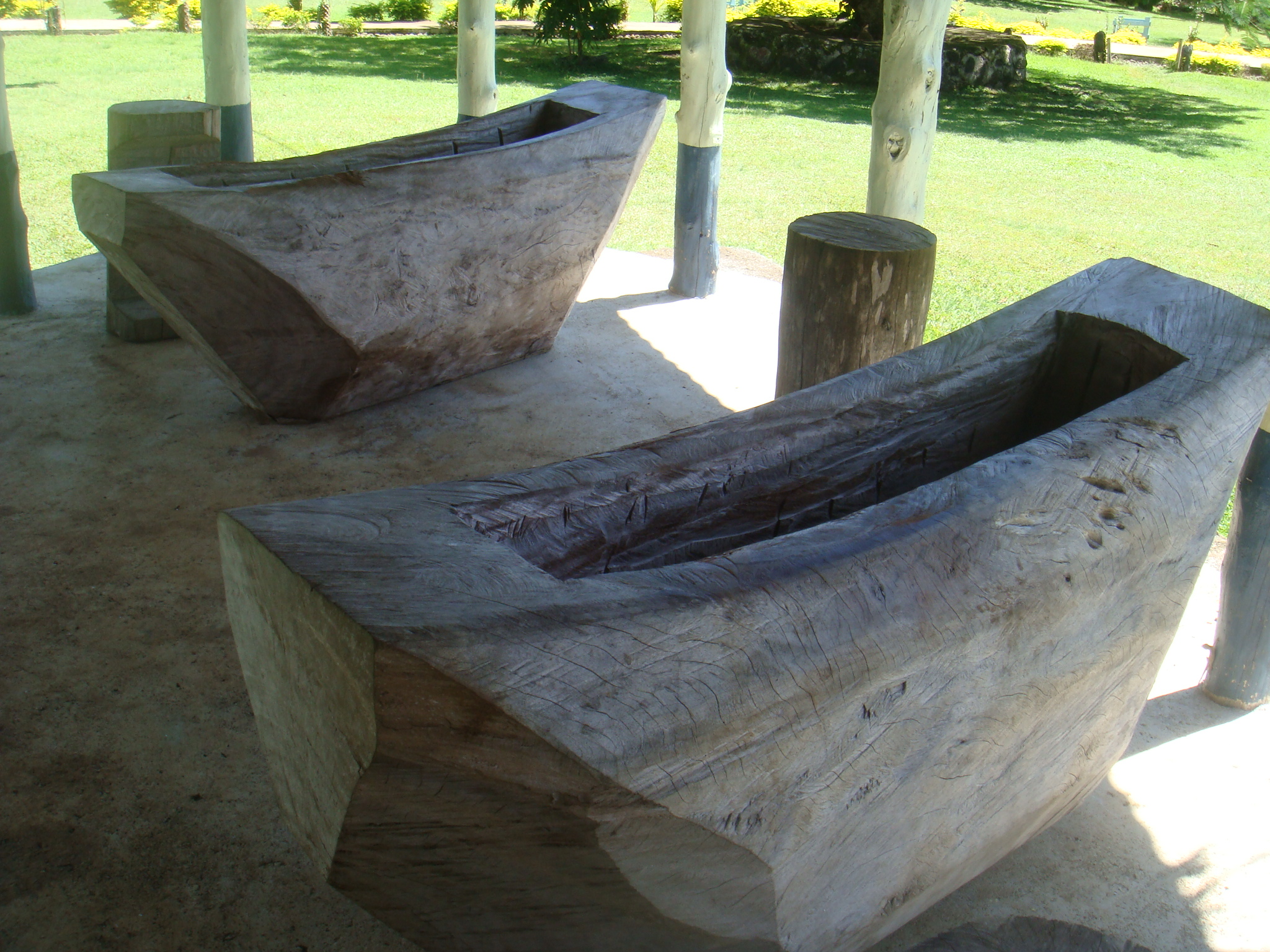
Lali de Samoa y Fiyi.
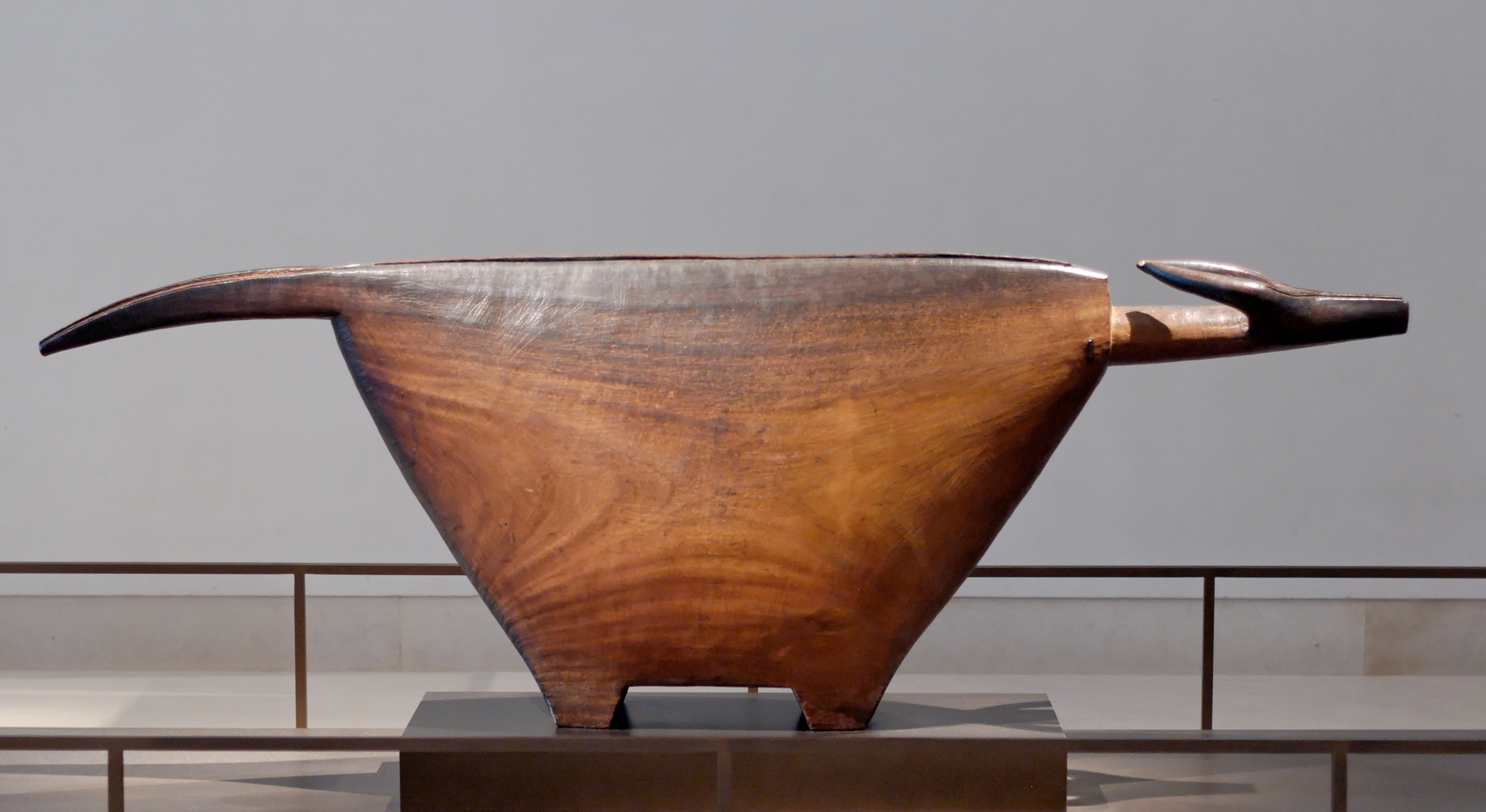
Tambor zoomorfo del pueblo banda yangere, República Centroafricana.